# Lonchaea chinensis
Lonchaea chinensis är en tvåvingeart som beskrevs av Macgowan 2007. Lonchaea chinensis ingår i släktet Lonchaea och familjen stjärtflugor. Inga underarter finns listade i Catalogue of Life.